# Église de Sion de Jakarta
Pour les articles homonymes, voir Église de Sion (homonymie).
L’église de Sion, en indonésien Gereja Sion est un lieu de culte protestant réformé située à Jakarta en Indonésie. Érigée en 1695, c'est la plus ancienne église encore debout à Jakarta. La paroisse est membre de l'Église protestante en Indonésie.

## Histoire

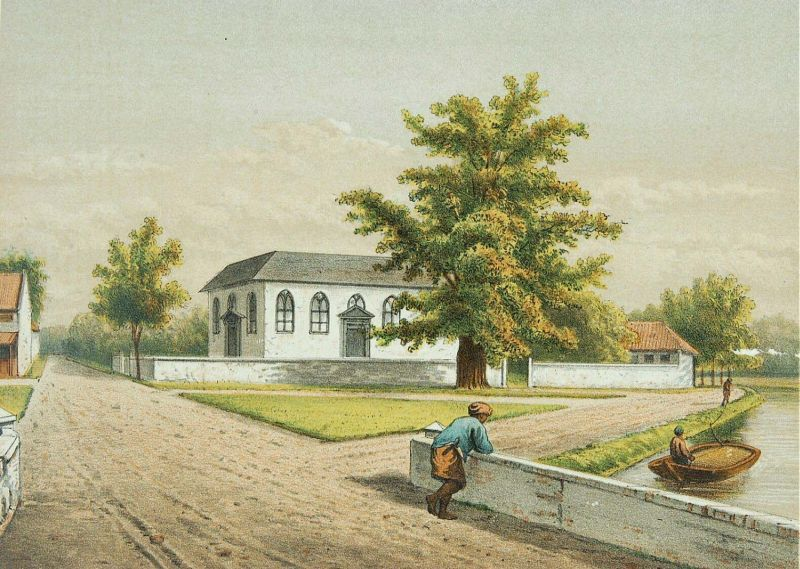
Lithographie de l'église de Sion (1883-1889)

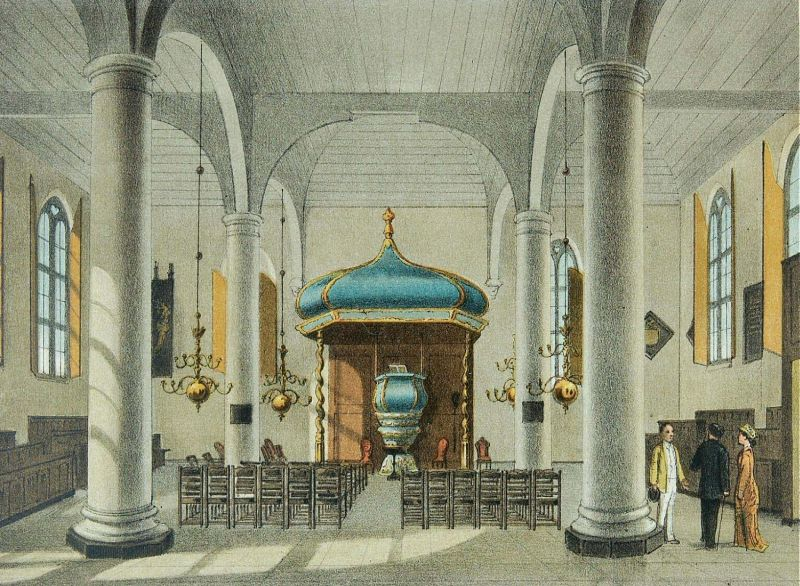
Lithographie de l'intérieur de l'église de Sion

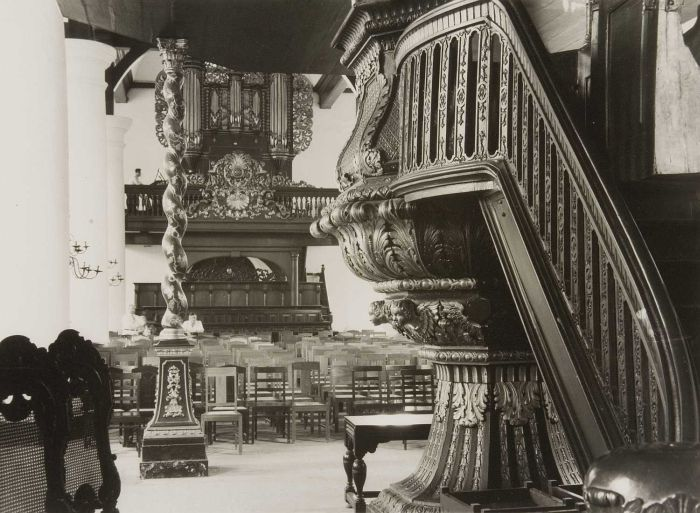
Intérieur et orgue à tuyaux de l'église de Sion en 1950

En 1693 commence la construction de l'édifice, financé conjointement par les Portugais et le gouvernement des Indes orientales néerlandaises VOC. Il est inauguré officiellement inauguré le dimanche 23 octobre 1695. L'architecte est Ewout Verhagen, de Rotterdam. La première prédication est donnée par le pasteur Theodorus Zas, suivi d'un discours du  gouverneur général Willem van Outhoorn[réf. nécessaire].
L'église est construite à l'extérieur des murs de la vieille ville pour les "Portugais noirs" - Eurasiens et les indigènes capturés aux postes de traite portugais en Inde et en Malaisie et amenés à Jakarta comme esclaves. La plupart de ces personnes catholiques sont affranchis à condition qu'elles rejoignent l'Église réformée néerlandaise. Ils portent alors le nom de Mardijker, les libérés, .
L'église porte alors le nom de Nouvelle église extérieure portugaise, en néerlandais De Nieuwe Portugeesche Buitenkerk, en référence à sa position à l'extérieur des murs de la ville, par opposition à une autre église baptisée église intérieure portugaise, Portugeesche Binnenkerk. L'église est également connue sous le nom de Belkita pendant cette période.
Plus tard, l'église est renommé Église portugaise. Pendant l'occupation japonaise des Indes orientales néerlandaises en 1942, le nom l'église est fermée pendant deux ans. L'armée japonaise souhaite transformer le lieu en columbarium pour les soldats morts.
Lors de la transition gouvernementale, le gouvernement néerlandais transfère la propriété de l'église à l'Église protestante d'Indonésie occidentale, Gereja Protestan di Indonesia bagian Barat (GPIB). Au cours du synode de 1957, l'Église portugaise change son nom et devient GPIB Jemaat Sion, Église de Sion.
L'église est restaurée en 1920 et 1978. Le bâtiment est protégé par la loi SK Gubernur DKI Jakarta CB/11/1/12/1972. En 1984, le cimetière est réduit pour la construction de routes.

## Architecture

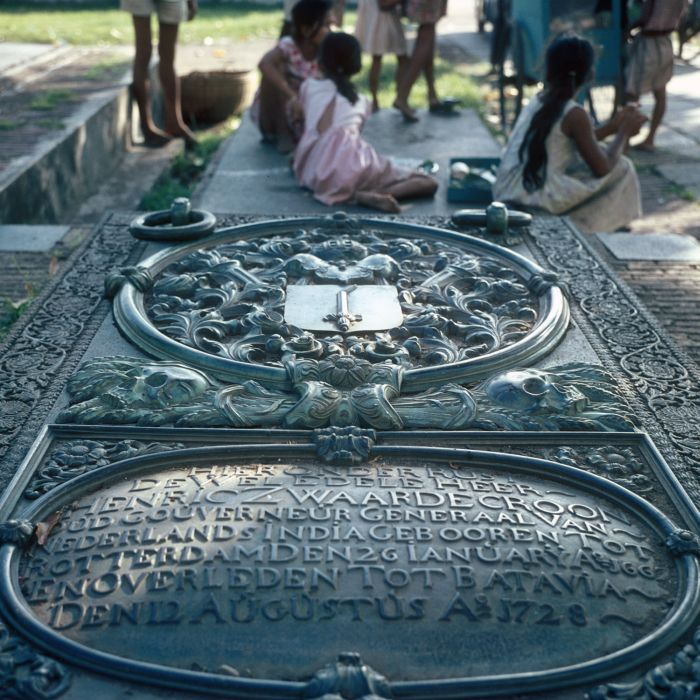
Tombe du gouverneur général Hendrick Zwaardecroon dans l'ancien cimetière.

L'église de Sion mesure 24 mètres sur 32 et est située sur un terrain de 6 725 mètres carrés. Une extension est élevée sur la façade arrière, mesurant 6 mètres sur 18 . Les fondations reposent sur 10 000 rondins. Le mur est construit à partir de briques collées par un mélange de sable et de sucre résistant à la chaleur.

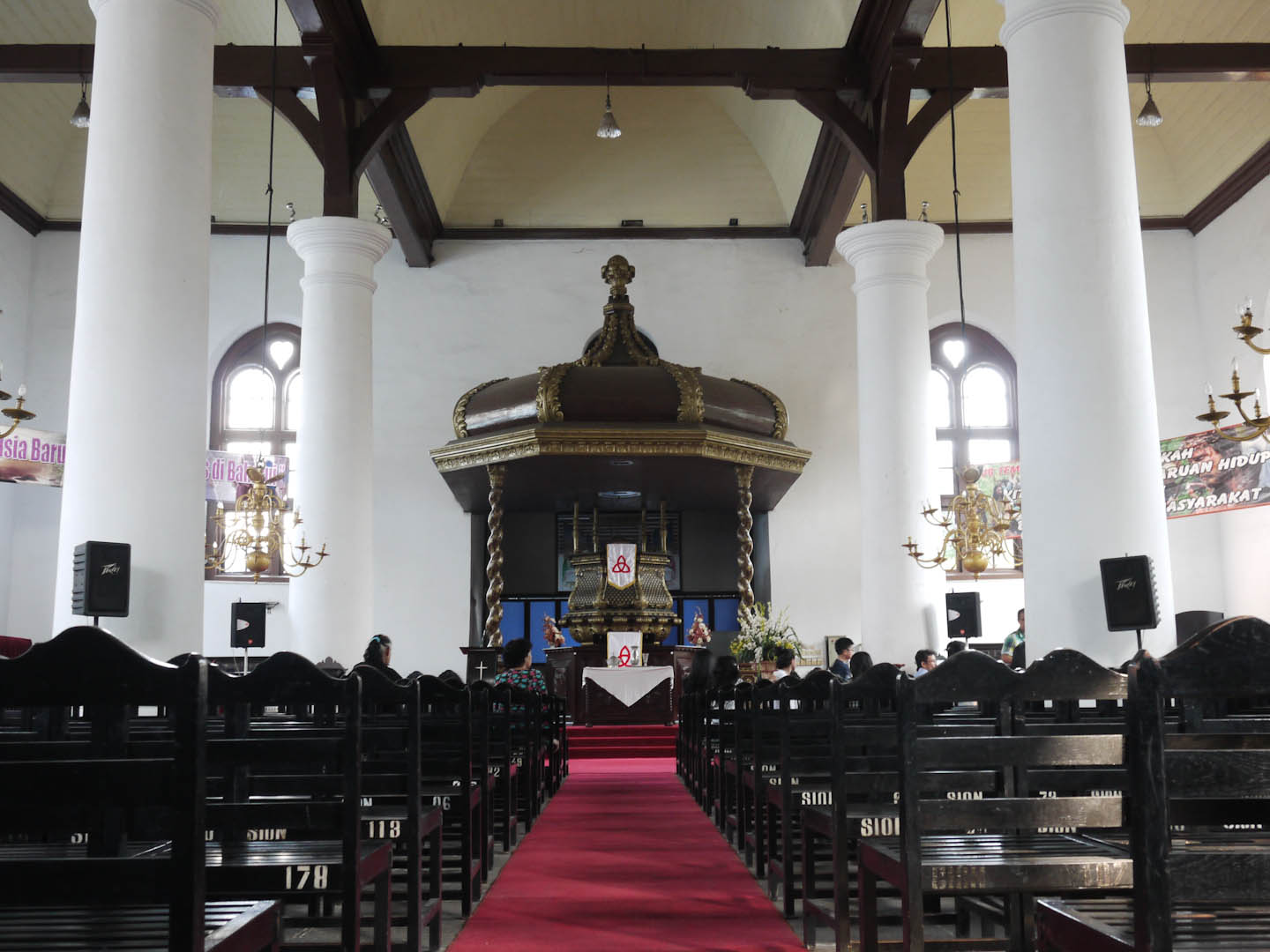
Intérieur de l'église.

L'église contient des lustres en cuivre, une chaire en ébène de style baroque et l'orgue d'origine. Les meubles ont été fabriqués par des artisans de Formose (Taiwan). L'orgue à tuyaux a été offert par la fille du révérend John Maurits Moor.
2 381 personnes ont été enterrées dans le cimetière au cours de la seule année 1790. Aujourd'hui, il reste peu de tombes. La pierre tombale en bronze du gouverneur général Hendrick Zwaardecroon, mort en 1728, est, comme il le souhaitait, parmi des gens « ordinaires ».